# Loxo de Arriba
Loxo de Arriba o Lojo de Arriba es una aldea española situada en la parroquia de Boiro, del municipio de Boiro, en la provincia de La Coruña, Galicia.

## Demografía
| Gráfica de evolución demográfica de Loxo de Arriba entre 2000 y 2018 |
|                                                                      |
| Datos según el nomenclátor publicado por el INE.                     |